# Punta Cana
Punta Cana este o parte a districtului municipal Punta Cana-Bávaro-Veron-Macao, aparținând administrativ de municipalitatea Higüey, din provincia La Altagracia, cea mai estică provincie a Republicii Dominicane. Zona este recunoscută pentru plajele și resorturile sale (peste 50) și a devenit populară printre turiști, începând cu anii 1970, fiind preferată de cei care caută odihnă și relaxare.

## Geografia și climatul

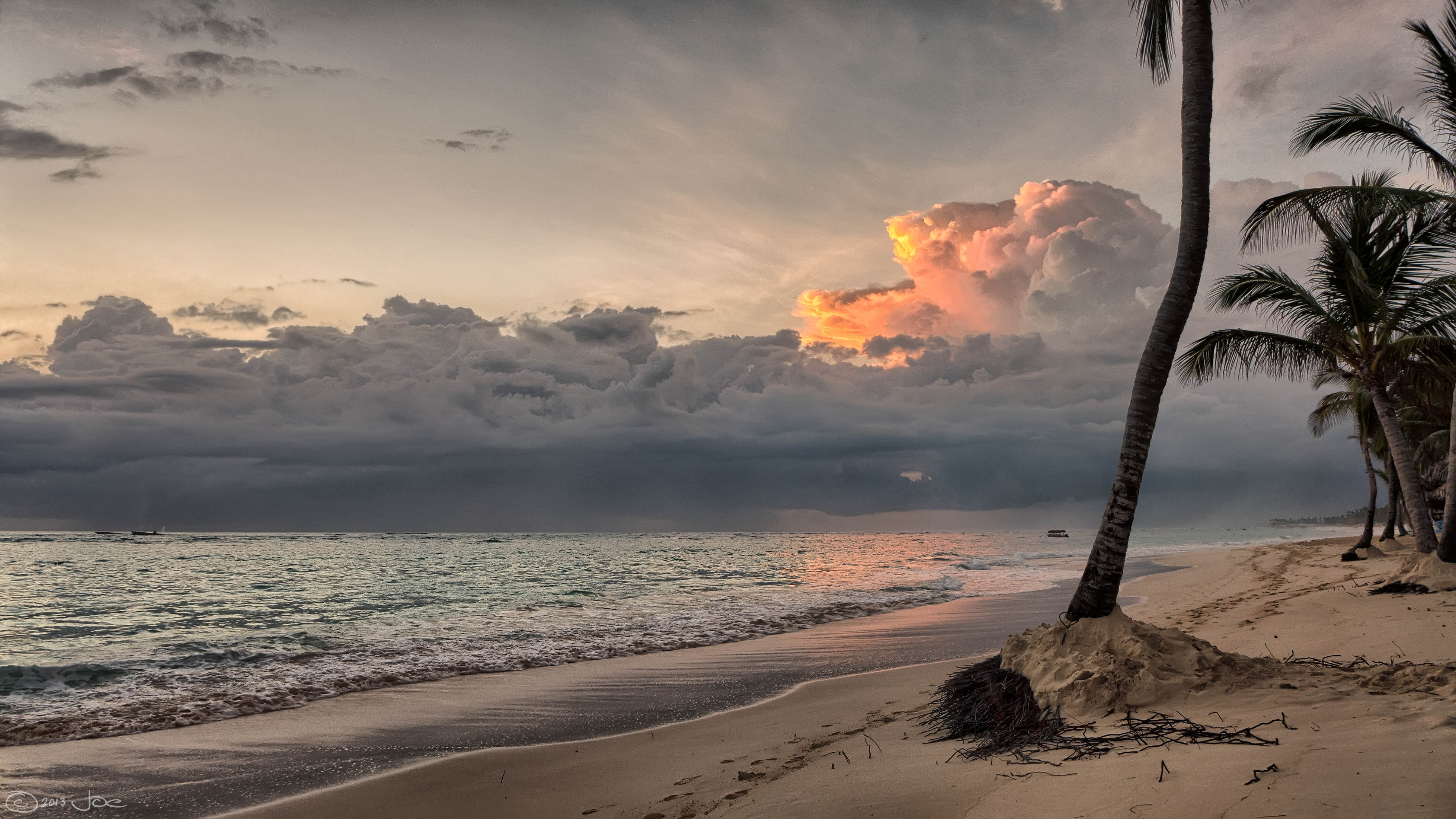
Răsăritul văzut din Punta Cana

Zona Punta Cana are o populație estimată de 100.000 de locuitori, cu o rată de creștere de șase la sută. La nord, se învecinează cu satul și plaja din Cabeza de Toro și cu plajele Bávaro și El Cortecito. Cel mai apropiat oraș, Higuey, vechi de 500 de ani, este la 45 de kilometri distanță, fiind nevoie de aproximativ o oră pentru a ajunge acolo cu mașina.  
Europenii dețin multe lanțuri hoteliere, regăsindu-se peste 50 de megaresorturi. Majoritatea „resort”-urilor sunt construite ca niște complexuri compuse din mai multe clădiri de 2-3 etaje și se întind pe suprafețe mari, oferind shuttle-uri pentru transportul oaspeților între diferitele părți ale „resort”-ului. În majoritatea „resort”-urilor se găsesc restaurante cu mai multe specifice, baruri, magazine, zone de entertainment și plajă privată păzită permanent.
Apele oceanului sunt, în principal, adânci, cu mai multe piscine naturale marine, bogate în substanțe minerale, în care vizitatorii se pot scălda fără nici un pericol. De la nord la sud, principalele plaje sunt Uvero Alto, Macao, Arena Gorda, Bavaro, El Cortecito, Las Corales și Cabeza de Toro, toate la nord de Cape, precum și Cabo Engano, Punta Cana și Juanillo, la sud de Cape .
În Punta Cana există și baze de tratament (la început doar băi), apoi cu diferite proceduri balneare. Punta Cana este recunoscută pentru odihnă și relaxare, însă turiștii pot găsi aici și mall-uri, fast-food-uri, farmacii, restaurante de lux, bănci, clinici de recuperare, supermarket-uri sau școli. Zona este considerată și stațiune balneoclimaterică, datorită acestor băi naturale (în spaniolă balnearios), precum și bazelor de tratament și relaxare construite după anii 1980. 
Salinitatea apei din unele băi naturale este destul de ridicată, acestea fiind folosite atât de localnici, cât și de turiști, în scopuri terapeutice.

### Clima
Punta Cana are un climat tropical umed și uscat, conform clasificării climatice Köppen. Vremea este relativ constantă pe tot parcursul anului, cu o temperatură medie de 30 °C. Sezonul cald și umed durează din mai până în octombrie și în timpul acestuia temperaturile în timpul zilei pot ajunge la 35 °C. Din noiembrie până în luna martie, temperaturile din timpul serii sunt în jur de 20 °C. Cantitățile de precipitații sunt relativ reduse în această perioadă, în primul rând din cauza reliefului în cea mai mare parte plat, o combinație de savană și munți.

## Demografie

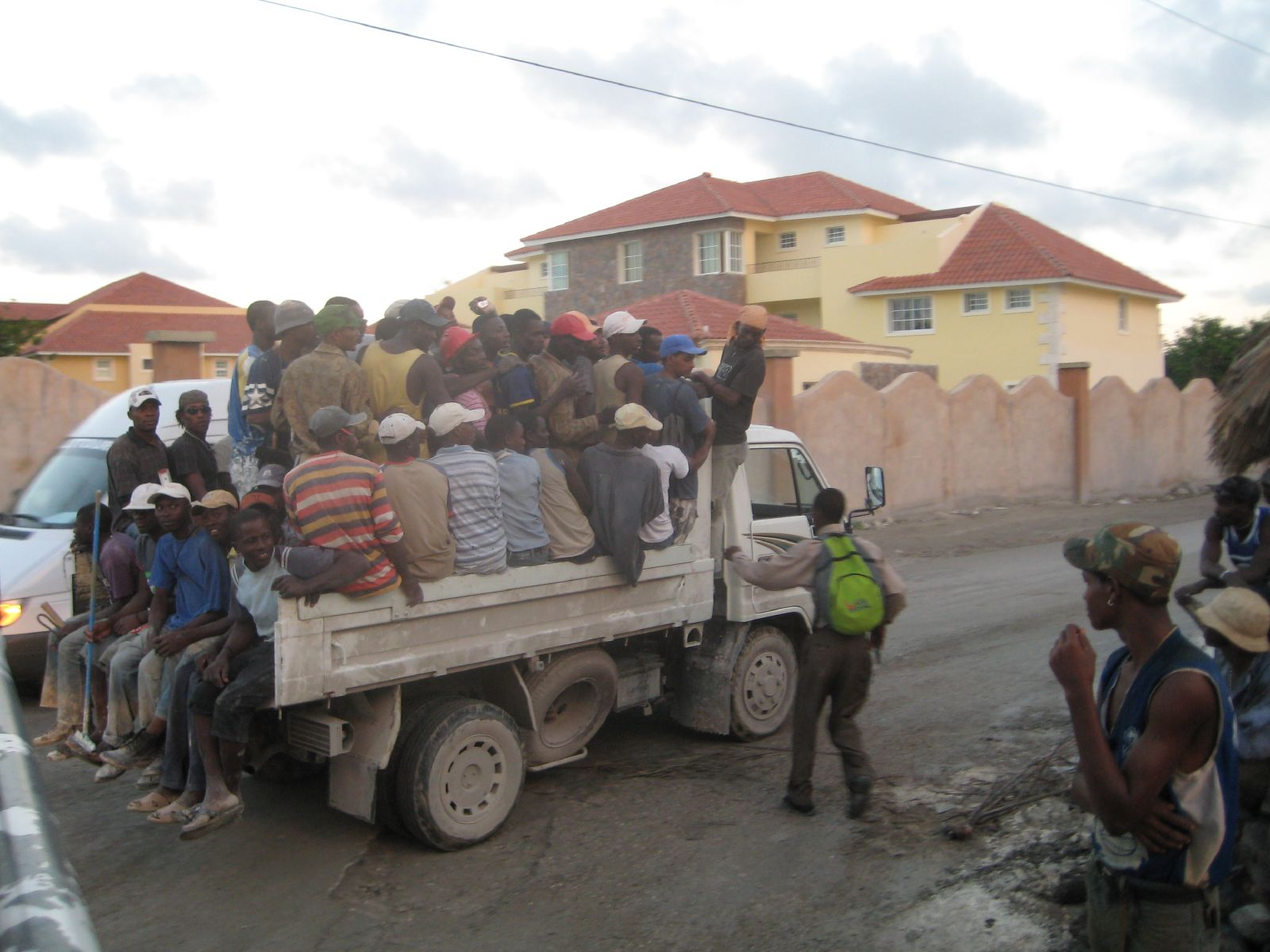
Muncitori haitieni în Punta Cana

Haitienii sunt cei mai numeroși în Punta Cana. În 2010, aceștia erau peste 81 % din populația zonei. 

## Transporturi

### Aeroporturi

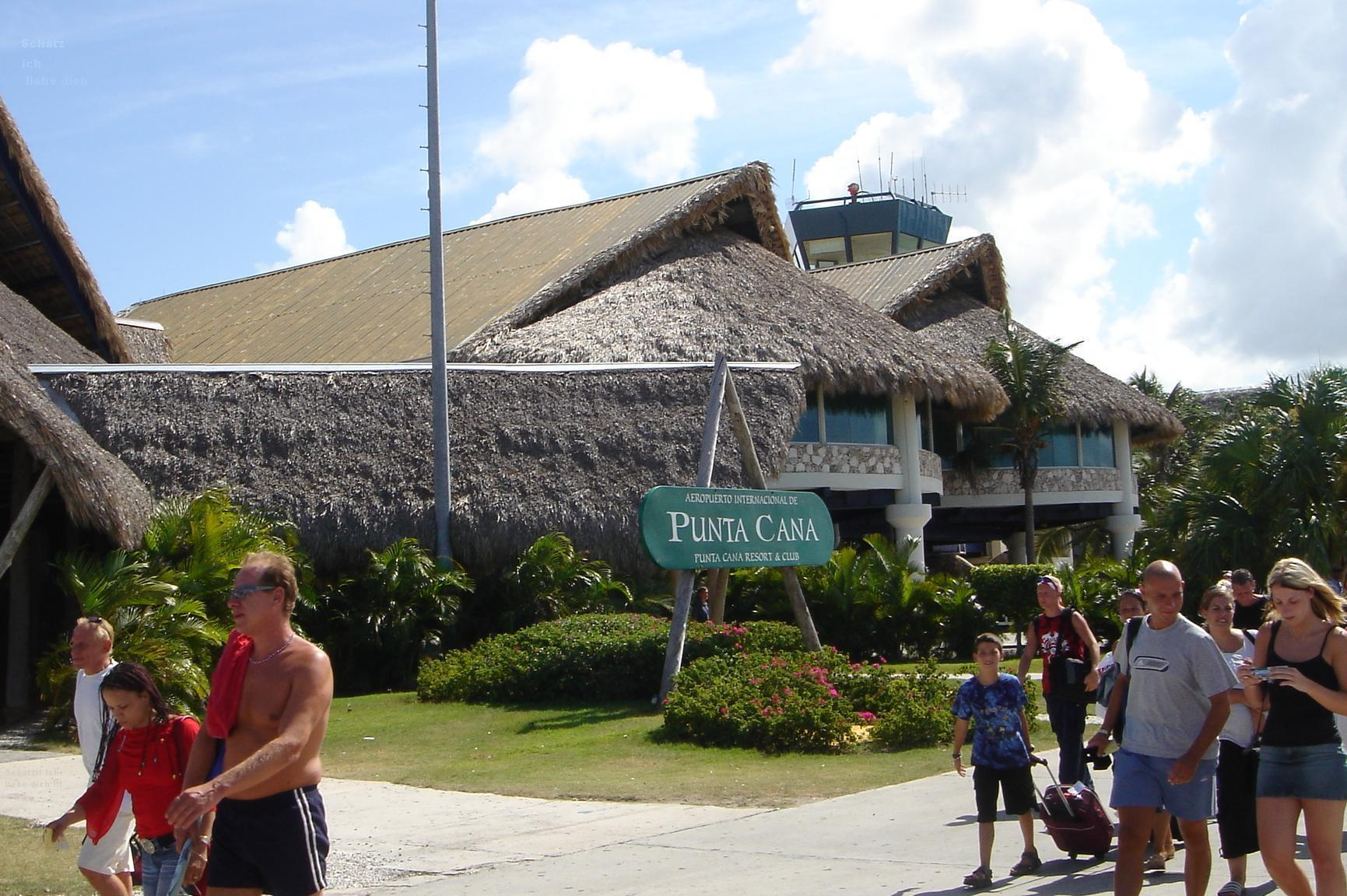
Aeroportul Internațional Punta Cana

Aeroportul Internațional Punta Cana este unul dintre cele mai aglomerate și cele mai bine conectate aeroporturi din Caraibe. În 2014 , Punta Cana a primit peste 5,9 milioane de pasageri, ceea ce îl face cel mai aglomerat aeroport din Caraibe. [ 8 ] Grupul privat Puntacana a construit Aeroportul Internațional Punta Cana în 1984, pentru a facilita turismului în zonă. A fost primul aeroport international cu capital integral privat din emisfera vestică.